# Морейра, Северину
Северину Морейра (29 сентября 1913 — ?) — бразильский стрелок, участник Олимпийских игр 1952 и 1956 года.

## Карьера
Дебютировал на Олимпийских играх в 1952 году на играх в Хельсинки. Он принял участие в двух дисциплинах с малокалиберной винтовкой. В стрельбе лёжа с 50 метров Морейра занял 8 место с результатом 398 очков, при этом он отстал от занявшего третье место американца Артура Джексона всего на одно очко. В стрельбе с трёх позиций (50 м.) финишировал 27-м, набрав 1122 очка.
Четыре года спустя Морейра выступил на играх в Мельбурне, где принял участие в аналогичных дисциплинах. В стрельбе лёжа с 50 метров вновь занял 8 место с результатом 597 очков, а в стрельбе с трёх позиций (50 м.) показал 37 результат (1102 очка).